# Mięczaki Polski

Mięczaki (Mollusca) występujące w Polsce.
Liczba gatunków mięczaków występujących w Polsce wynosi 282, w tym 17 morskich:

## Ślimaki (Gastropoda)
Na terenie Polski odnotowano występowanie 54 gatunków ślimaków słodkowodnych oraz 177 gatunków lądowych:

### płucodyszne(Pulmonata)
- - Carychiidae (=Ellobiidae:Carychiinae)
    - Carychium minimum – białek malutki
    - Carychium tridentatum – białek wysmukły
- Basommatophora – nasadooczne
  - Acroloxidae – przyczepkowate
    - Acroloxus lacustris – przyczepka jeziorna

  - Lymnaeidae – błotniarkowate
    - Catascopia occulta
    - Galba truncatula – błotniarka moczarowa
    - Lymnaea stagnalis – błotniarka stawowa
    - Myxas glutinosa – błotniarka otułka
    - Radix ampla
    - Radix auricularia – błotniarka uszata
    - Radix balthica – błotniarka jajowata
    - Radix labiata
    - Stagnicola corvus
    - Stagnicola palustris – błotniarka pospolita
    - Stagnicola turricula

  - Physidae – rozdętkowate
    - Physa fontinalis – rozdętka pospolita
    - Physella acuta – rozdętka zaostrzona
    - Aplexa hypnorum – zawijka pospolita

  - Planorbidae – zatoczkowate
    - Ancylus fluviatilis – przytulik strumieniowy
    - Anisus calculiformis – zatoczek wieloskrętny
    - Anisus leucostomus – zatoczek białowargi
    - Anisus spirorbis – zatoczek moczarowy
    - Anisus vortex – zatoczek ostrokrawędzisty
    - Anisus vorticulus – zatoczek łamliwy
    - Bathyomphalus contortus – zatoczek skręcony
    - Ferrissia fragilis
    - Gyraulus acronicus
    - Gyraulus albus – zatoczek białawy
    - Gyraulus crista – zatoczek malutki
    - Gyraulus laevis – zatoczek gładki
    - Gyraulus riparius – zatoczek przybrzeżny
    - Gyraulus rossmaessleri – zatoczek Rossmaesslera
    - Hippeutis complanatus – zatoczek spłaszczony
    - Menetus dilatatus – zatoczek rozszerzony
    - Planorbarius corneus – zatoczek rogowy
    - Planorbis carinatus – zatoczek obrzeżony
    - Planorbis planorbis – zatoczek pospolity
    - Segmentina nitida – zatoczek lśniący
- Stylommatophora – trzonkooczne
  - Agriolimacidae – pomrowikowate
    - Deroceras agreste – pomrowik polny
    - Deroceras laeve – pomrowik mały
    - Deroceras moldavicum – pomrowik mołdawski
    - Deroceras invadens (D. panormitanum s.l.)
    - Deroceras praecox
    - Deroceras reticulatum – pomrowik plamisty
    - Deroceras rodnae
    - Deroceras sturanyi – pomrowik Sturanyego
    - Deroceras turcicum

  - Argnidae
    - Argna bielzi

  - Arionidae – ślinikowate
    - Arion lusitanicus – ślinik luzytański
    - Arion rufus – ślinik wielki
    - Arion circumscriptus – ślinik szary
    - Arion fasciatus – ślinik przepasany
    - Arion silvaticus – ślinik leśny
    - Arion distinctus – ślinik zmienny
    - Arion intermedius – ślinik mały
    - Arion fuscus – ślinik rdzawy

  - Boettgerillidae – boettgerillowate
    - Boettgerilla pallens – boettgerilla blada

  - Bradybaenidae – zaroślarkowate
    - Fruticicola fruticum – zaroślarka pospolita

  - Chondrinidae – ziarnkowate
    - Chondrina arcadica[2] – poczwarówka zaostrzona
    - Granaria frumentum – poczwarówka pagórkowa

  - Clausiliidae – świdrzykowate
    - Balea biplicata – świdrzyk dwufałdkowy
    - Balea perversa – świdrzyk łamliwy
    - Balea fallax – świdrzyk zwodniczy
    - Balea stabilis – świdrzyk górski
    - Bulgarica cana – świdrzyk siwy
    - Charpentieria ornata – świdrzyk ozdobny
    - Clausilia bidentata – świdrzyk dwuzębny
    - Clausilia cruciata – świdrzyk nadrzewny
    - Clausilia dubia – świdrzyk pospolity
    - Clausilia pumila
    - Clausilia rugosa
    - Cochlodina costata – świdrzyk śląski
    - Cochlodina laminata – świdrzyk lśniący
    - Cochlodina orthostoma
    - Laciniaria plicata – świdrzyk fałdzisty
    - Macrogastra badia
    - Macrogastra borealis
    - Macrogastra plicatula – świdrzyk leśny
    - Macrogastra tumida – świdrzyk rozdęty
    - Macrogastra ventricosa – świdrzyk okazały
    - Ruthenica filograna – świdrzyk stępiony
    - Vestia elata – świdrzyk siedmiogrodzki
    - Vestia gulo – świdrzyk krępy
    - Vestia turgida – świdrzyk karpacki

  - Cochlicopidae – błyszczotkowate
    - Cochlicopa lubrica – błyszczotka połyskliwa
    - Cochlicopa lubricella
    - Cochlicopa nitens – błyszczotka lśniąca

  - Enidae – wałkówkowate
    - Chondrula tridens – wałkówka trójzębna
    - Ena montana – wałkówka górska
    - Merdigera obscura – wałkówka pospolita

  - Euconulidae – stożeczkowate
    - Euconulus fulvus – stożeczek drobny
    - Euconulus praticola

  - Ferussaciidae – bezoczkowate
    - Cecilioides acicula – bezoczka podziemna

  - Gastrodontidae – brzuchozębne
    - Zonitoides arboreus – szklarka szklarniowa[3]
    - Zonitoides nitidus – szklarka obłystek

  - Helicidae – ślimakowate
    - Arianta arbustorum – ślimak zaroślowy
    - Causa holosericea
    - Cepaea hortensis – wstężyk ogrodowy
    - Cepaea nemoralis – wstężyk gajowy
    - Cepaea vindobonensis – wstężyk austriacki
    - Faustina cingulella – ślimak tatrzański
    - Faustina faustina – ślimak nadobny
    - Faustina rossmaessleri – ślimak Rossmasslera
    - Helicigona lapicida – ślimak ostrokrawędzisty
    - Helix lutescens – ślimak żółtawy
    - Helix pomatia – ślimak winniczek
    - Isognomostoma isognomostomos – ślimak maskowiec

  - Helicodiscidae
    - Lucilla singleyana – krążałek gładki

  - Helicodontidae
    - Helicodonta obvoluta – ślimak obrzeżony

  - Hygromiidae
    - Candidula unifasciata
    - Cernuella neglecta – ślimak zaniedbany
    - Euomphalia strigella – ślimak pagórkowy
    - Helicella itala – ślimak wrzosowiskowy
    - Helicopsis striata – ślimak żeberkowany
    - Monacha cartusiana – ślimak kartuzek
    - Monachoides incarnatus – ślimak czerwonawy
    - Monachoides vicinus
    - Perforatella bidentata – ślimak dwuzębny
    - Perforatella dibothrion
    - Trochulus bakowskii[4] – ślimak Bąkowskiego
    - Trochulus bielzi[4] – ślimak Bielza
    - Trochulus unidentatus[4] – ślimak jednozębny
    - Pseudotrichia rubiginosa – ślimak łąkowy
    - Trochulus hispidus[5] – ślimak kosmaty
    - Trochulus lubomirskii[5] – ślimak Lubomirskiego
    - Trochulus plebeius[5]
    - Trochulus villosus[5]
    - Urticicola umbrosus
    - Xerolenta obvia – ślimak przydrożny

  - Limacidae – pomrowiowate
    - Bielzia coerulans – pomrów błękitny
    - Lehmannia carpatica (wcześniej nieprawidłowo jako Lehmannia nyctelia)[6]
    - Lehmannia macroflagellata – pomrów wielkobiczykowy
    - Lehmannia marginata – pomrów nadrzewny
    - Lehmannia valentiana – pomrów walencjański
    - Limax bielzii
    - Limax cinereoniger – pomrów czarniawy
    - Limacus flavus – pomrów żółtawy
    - Limax maximus – pomrów wielki
    - Malacolimax tenellus – pomrów cytrynowy

  - Milacidae – pomrowcowate
    - Tandonia budapestensis – pomrowiec budapeszteński
    - Tandonia rustica – pomrowiec nakrapiany

  - Orculidae – beczułkowate
    - Orcula dolium – poczwarówka okazała
    - Pagodulina pagodula – poczwarówka pagoda
    - Sphyradium doliolum – poczwarówka maczugowata

  - Oxychilidae (Zonitidae s. l.)
    - Aegopinella epipedostoma
    - Aegopinella minor
    - Aegopinella nitens
    - Aegopinella nitidula
    - Aegopinella pura – szklarka blada
    - Carpathica calophana
    - Cellariopsis deubeli – szklarka Deubela
    - Daudebardia brevipes – daudebardia krótkonoga
    - Daudebardia rufa
    - Mediterranea depressa
    - Mediterranea inopinata
    - Morlina glabra
    - Nesovitrea hammonis – szklarka żeberkowana
    - Nesovitrea petronella – szklarka zielonawa
    - Oxychilus alliarius – szklarka czosnkowa
    - Oxychilus cellarius – szklarka błyszcząca
    - Oxychilus draparnaudi – szklarka Draparnauda
    - Oxychilus translucidus – szklarka przejrzysta

  - krążałkowate (Patulidae=Discidae)
    - Discus ruderatus – krążałek obły
    - Discus perspectivus – krążałek ostrokrawędzisty
    - Discus rotundatus – krążałek plamisty

  - Pristilomatidae
    - Vitrea contracta – szklarka ścieśniona
    - Vitrea crystallina – szklarka kryształowa
    - Vitrea diaphana – szklarka przezroczysta
    - Vitrea subrimata – szklarka nakłuta
    - Vitrea transsylvanica – szklarka siedmiogrodzka

  - Punctidae
    - Punctum pygmaeum – krążałek drobny

  - Pupillidae – poczwarkowate
    - Pupilla alpicola – poczwarówka górska
    - Pupilla loessica
    - Pupilla muscorum – poczwarówka pospolita
    - Pupilla pratensis
    - Pupilla sterri – poczwarówka sklepiona
    - Pupilla triplicata – poczwarówka trójzębna

  - Pyramidulidae – piramidkowate
    - Pyramidula pusilla

  - Subulinidae – subulinowate
    - Opeas pumilum – subulina karliczka

  - Succineidae – bursztynkowate
    - Oxyloma elegans – bursztynka Pfeiffera
    - Oxyloma sarsi – bursztynka wysmukła
    - Quickella arenaria – bursztynka piaskowa
    - Succinea putris – bursztynka pospolita
    - Succinella oblonga – bursztynka podłużna

  - Valloniidae – ślimaczkowate
    - Acanthinula aculeata – jeżynka kolczasta
    - Spermodea lamellata
    - Vallonia costata – ślimaczek żeberkowany
    - Vallonia declivis
    - Vallonia enniensis
    - Vallonia excentrica – ślimaczek owalny
    - Vallonia pulchella – ślimaczek gładki

  - Vertiginidae – poczwarówkowate
    - Columella aspera – poczwarówka szorstka
    - Columella columella – poczwarówka kolumienka
    - Columella edentula – poczwarówka bezzębna
    - Truncatellina claustralis – poczwarówka zębata
    - Truncatellina costulata
    - Truncatellina cylindrica – poczwarówka malutka
    - Vertigo alpestris – poczwarówka alpejska
    - Vertigo angustior – poczwarówka zwężona
    - Vertigo antivertigo – poczwarówka rozdęta
    - Vertigo genesii – poczwarówka zmienna
    - Vertigo geyeri – poczwarówka Geyera
    - Vertigo arctica[7] – poczwarówka północna
    - Vertigo moulinsiana – poczwarówka jajowata
    - Vertigo pusilla – poczwarówka drobna
    - Vertigo pygmaea – poczwarówka karliczka
    - Vertigo ronnebyensis – poczwarówka zapoznana
    - Vertigo substriata – poczwarówka prążkowana

  - Vitrinidae – przeźrotkowate
    - Eucobresia diaphana
    - Eucobresia nivalis – przeźrotka alpejska
    - Semilimax kotulae – przeźrotka Kotuli
    - Semilimax semilimax – przeźrotka wydłużona
    - Vitrina pellucida – przeźrotka szklista

### przodoskrzelne(Prosobranchia)
- - Archaeogastropoda (Archaeogastropoda)
    - rozdepkowate (Neritidae)
      - rozdepka rzeczna (Theodoxus fluviatilis)

  - Mesogastropoda (Mesogastropoda)
    - igliczkowate (Aciculidae)
      - igliczek karpacki (Acicula parcelineata)
      - igliczek lśniący (Acicula polita)

    - żyworodkowate (Viviparidae)
      - żyworodka pospolita (Viviparus contectus)
      - żyworodka rzeczna (Viviparus viviparus)

    - zawójkowate (Valvatidae)
      - zawójka płaska (Valvata cristata)
      - zawójka pospolita (Valvata piscinalis)
      - zawójka przypłaszczona (Valvata pulchella)
      - zawójka rzeczna (Borysthenia naticina)

    - źródlarkowate (Hydrobiidae)
      - namułek pospolity (Lithoglyphus naticoides)
      - niepozorka ojcowska (Falniowskia neglectissima)[8]
      - wodożytka bałtycka (Hydrobia ventrosa)
      - wodożytka nowozelandzka (Potamopyrgus antipodarum)
      - wodożytka przybrzeżna (Hydrobia ulvae)
      - źródlarka karpacka (Bythinella austriaca)

    - zagrzebkowate (Bithyniidae)
      - zagrzebka pospolita (Bithynia tentaculata)
      - zagrzebka sklepiona (Bithynia leachi)
- tyłoskrzelne (Opisthobranhia)
  - workojęzykowce (Sacoglossa)

(...)

## Małże (Bivalvia)
W wodach śródlądowych Polski stwierdzono występowanie 34 gatunków małży. W poniższym wykazie nie ujęto gatunków małży występujących w polskich wodach przybrzeżnych Morza Bałtyckiego.
- korbikulowate[10] (Corbiculidae)
  - Corbicula fluminalis
  - Corbicula fluminea(inne języki)

- Dreissenidae – racicznicowate
  - Dreissena polymorpha – racicznica zmienna

- Sphaeriidae – kulkówkowate[10] (groszkówkowate[1]) 
  - Musculium lacustre – kruszynka delikatna
  - Pisidium amnicum – groszkówka rzeczna
  - Pisidium casertanum(inne języki) – groszkówka pospolita
  - Pisidium conventus – groszkówka głębinowa
  - Pisidium crassum
  - Pisidium globulare
  - Pisidium henslovanum – groszkówka jajowata
  - Pisidium hibernicum – groszkówka malutka
  - Pisidium lilljeborgii – groszkówka północna
  - Pisidium milium
  - Pisidium moitessierianum – groszkówka karliczka
  - Pisidium nitidum – groszkówka lśniąca
  - Pisidium obtusale – groszkówka kulista
  - Pisidium personatum
  - Pisidium ponderosum
  - Pisidium pseudosphaerium
  - Pisidium pulchellum
  - Pisidium subtruncatum
  - Pisidium supinum
  - Pisidium tenuilineatum
  - Sphaerium corneum – kulkówka rogowa
  - Sphaerium rivicola – gałeczka rzeczna
  - Sphaerium solidum – gałeczka żeberkowana

- Margaritiferidae – perłoródkowate
  - Margaritifera margaritifera – perłoródka rzeczna

- Unionidae – skójkowate
  - Anodonta anatina – szczeżuja pospolita
  - Anodonta cygnea – szczeżuja wielka
  - Pseudanodonta complanata – szczeżuja spłaszczona
  - Sinanodonta woodiana – szczeżuja chińska
  - Unio crassus – skójka gruboskorupowa
  - Unio pictorum – skójka malarska
  - Unio tumidus – skójka zaostrzona